# Pero rogenhoferi
Pero rogenhoferi är en fjärilsart som beskrevs av Druce 1892. Pero rogenhoferi ingår i släktet Pero och familjen mätare. Inga underarter finns listade i Catalogue of Life.